# Cincinnati Dutch Lions
El Cincinnati Dutch Lions es un equipo de fútbol de los Estados Unidos que juega en la USL League Two, la cuarta liga de fútbol más importante del país.

## Historia
Fue fundado en el año 2013 en la ciudad de Cincinnati, Ohio y fue uno de los clubes de expansión de la USL Premier Development League (hoy en día USL League Two) en la temporada 2014, temporada en la que quedaron en segunda lugar de su conferencia, aunque insuficiente para clasificar a los play-offs.
El club es propiedad de la Dutch Lions Capital Group BV, organización que también es propietaria del club Dayton Dutch Lions, ambos ahora jugando en la USL League Two.

## Entrenadores
- Terry Nicholl (2014-2016)
- Sid van Druenen (2016-2017)
- Paul Nicholson (2018-Presente)